# Kreis Lechenich
Der Kreis Lechenich war ein Landkreis im Regierungsbezirk Köln in der preußischen Provinz Jülich-Kleve-Berg, der späteren (1822) Rheinprovinz. Er wurde 1816 aus den ehemaligen französischen Kantonen Lechenich und Zülpich gebildet, die von 1798 bis 1814 im Arrondissement de Cologne, Département de la Roer bestanden hatten.

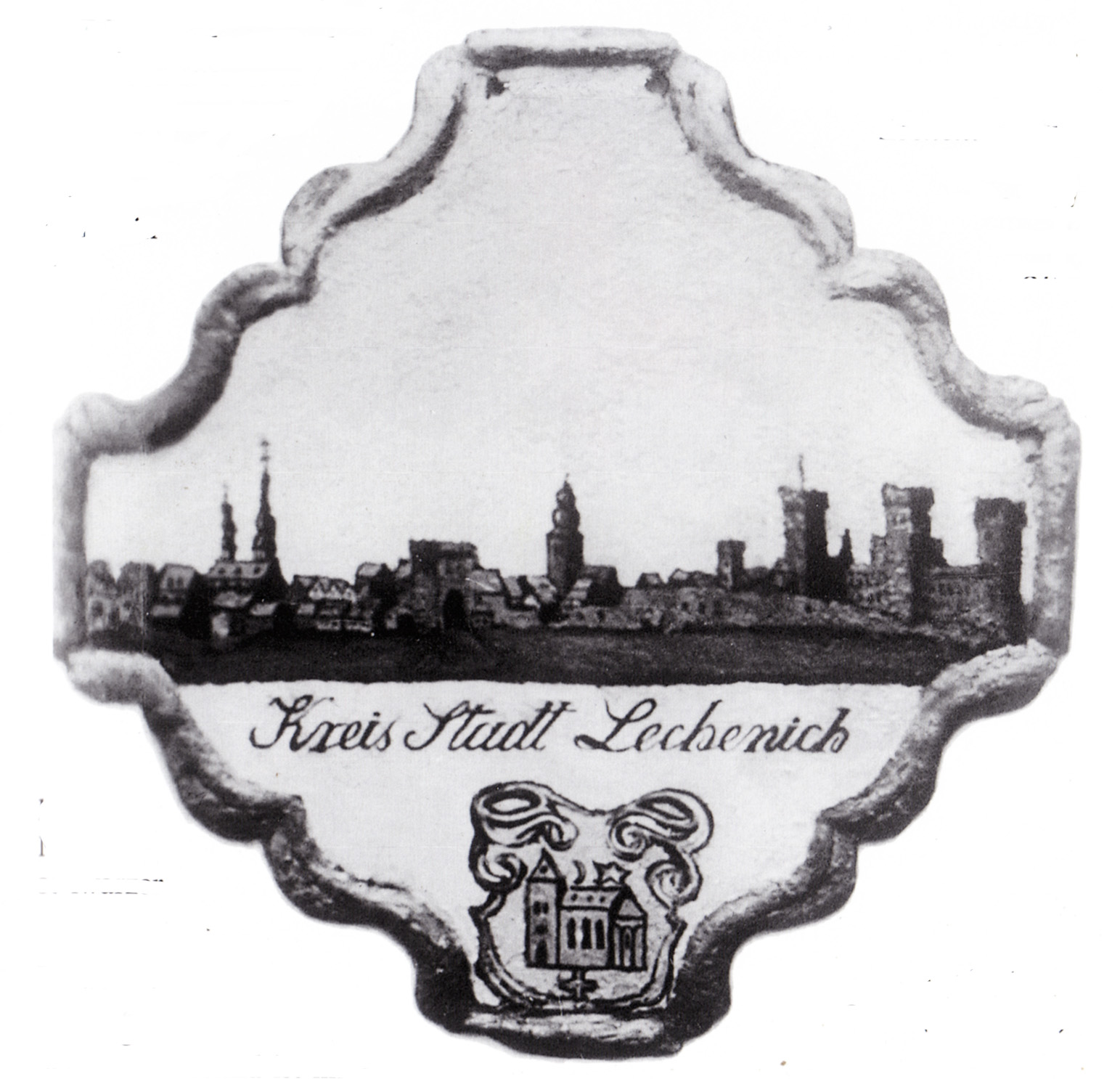
Panorama der Kreisstadt Lechenich, 1818

## Entstehung des Kreises
Nachdem auf dem Wiener Kongress 1815 das Rheinland an Preußen gefallen war, erfolgte 1816 eine Neueinteilung des Gebietes in Regierungsbezirke und Kreise. Am 7. Dezember 1816 übernahm Georg Bärsch, der spätere Landrat von Prüm, als kommissarischer Landrat („landräthlicher Commissarius“) die Leitung des neu gebildeten Kreises Lechenich. Ihm folgte der 1818 zum Landrat des Kreises bestimmte Joseph von Weichs.

## Strukturen, Städte und Gemeinden

### Bevölkerung
Erste Erhebungen der nachnapoleonischen Zeit gaben folgende Daten an: Im Kreisgebiet lagen drei Städte (Euskirchen, Lechenich und Zülpich), 65 Dörfer und Weiler, 12 Höfe, Einzelhäuser und eine Anzahl Burgen. Die Zahl der Wohnungen wurde 1826 mit 5064 beziffert, in denen 25326 Bürger des Kreises lebten.

### Bürgermeistereien
Dem Kreis Lechenich war in 17 Bürgermeistereien gegliedert, die bereits in der Franzosenzeit als Mairien gegründet worden waren. Ihnen standen an der Spitze Bürgermeister vor, die vom Staat ernannt wurden:
- Erp
- Friesheim
- Gymnich
- Lechenich
- Liblar
- Lommersum
- Weilerswist
- Enzen
- Euskirchen
- Frauenberg
- Kommern
- Nemmenich
- Satzvey
- Sinzenich
- Wachendorf
- Wichterich
- Zülpich

## Verwaltung

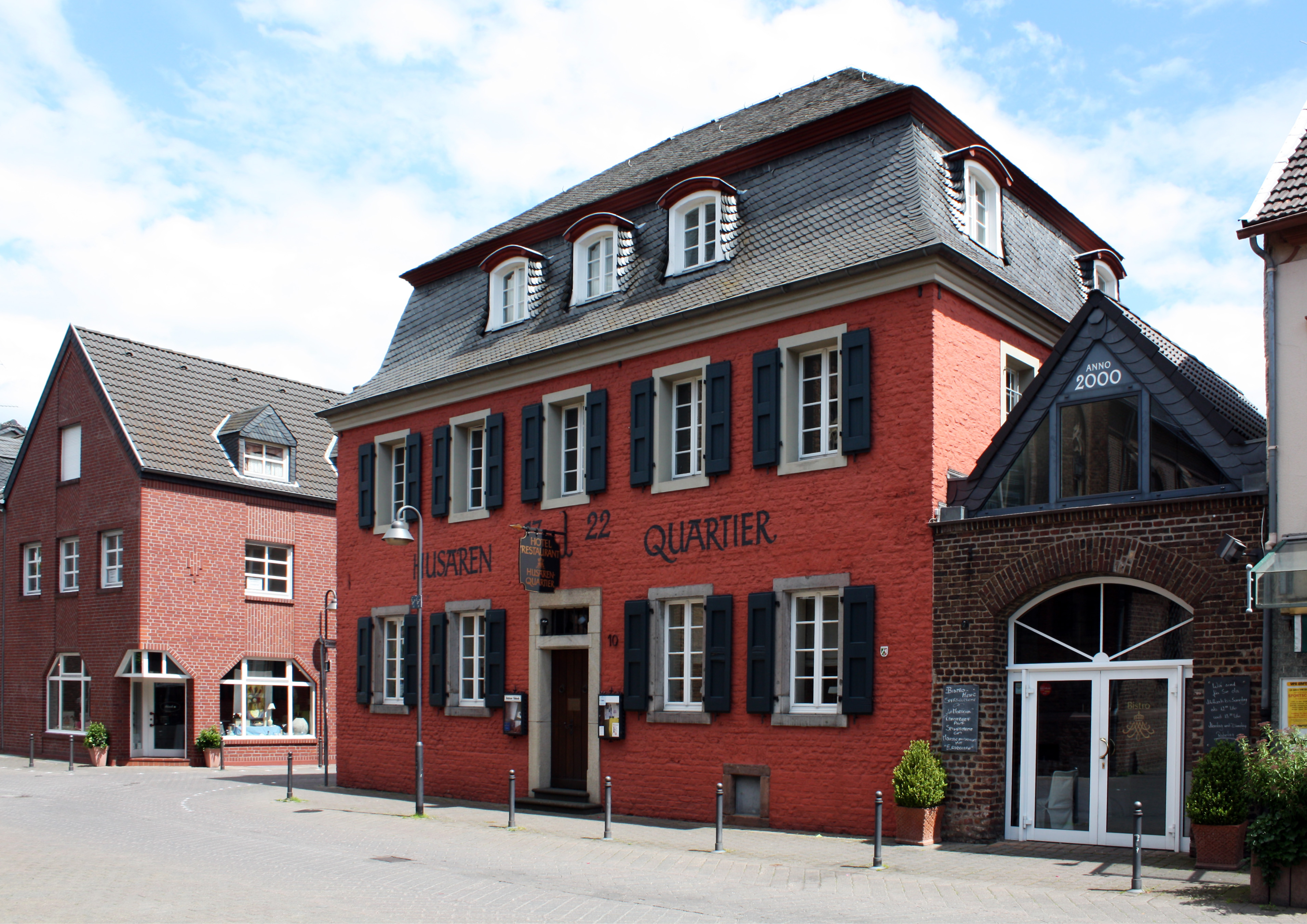
Husarenquartier, Gendarmeriestation, Landratsamt, und heutiges Restaurant

### Verwaltungsgebäude
Das Landratsamt mit den Büroräumen wurde im ehemaligen Gendarmeriehaus, dem Husarenquartier im Zentrum Lechenichs eingerichtet. Das Anwesen bot vorerst ausreichend Platz, um auch die Wohnungen des Landrates und des Kreissekretärs zu stellen. Die ursprünglich bevorzugten Gebäude, das des ehemaligen kurfürstlichen Schlosses oder der noch erhaltene Flügel des ehemaligen Franziskanerklosters befanden sich seit der Säkularisation in Privatbesitz und waren nicht zu erwerben.

### Aufgabenbereich der Landräte
Die Einrichtung einer für die Verwaltung des Kreises benötigten Registratur durch die ersten Landräte Bärsch und von Weichs beanspruchte wegen der mangelnden Unterstützung der Bürgermeistereien eine längere Zeit. So konnte erst mit einem Entschuldungsplan begonnen werden, nachdem die Bürgermeistereien eine Aufstellung ihres Gemeindevermögens vorgelegt hatten. Auch in Sachen der Armenfürsorge konnte Landrat Bärsch erst dann Einfluss auf die Verteilung der Gelder nehmen, nachdem nach langwierigen Verhandlungen mit den Bürgermeistereien ein Einblick in die Besitzungen und Einkünfte aus „Armenstiftungen“ erhielt.
Unter Freiherr von Weichs wurde das Bildungswesen in den Gemeinden verbessert. Dazu wurden bis 1827 in fast allen Orten neue Schulgebäude errichtet. Zur Gewährleistung der ärztlichen Versorgung des Kreises wurden die Sanitätseinrichtungen neu organisiert. Es gab einen Kreisphysikus und einen Kreischirurgen als direkte Mitarbeiter des Landrates. Kreisphysikus war der in Euskirchen wohnende Dr. Johann Wilhelm Carl Ludwig. Der Amtssitz des Kreischirurgen Peter Josef Fischer war Zülpich. 1826 gab es im Kreis Lechenich fünf Ärzte, drei Wundärzte, fünf Apotheker und 18 Hebammen, deren Distrikte 1821 eingeteilt worden waren.

## Das Ende des Kreises

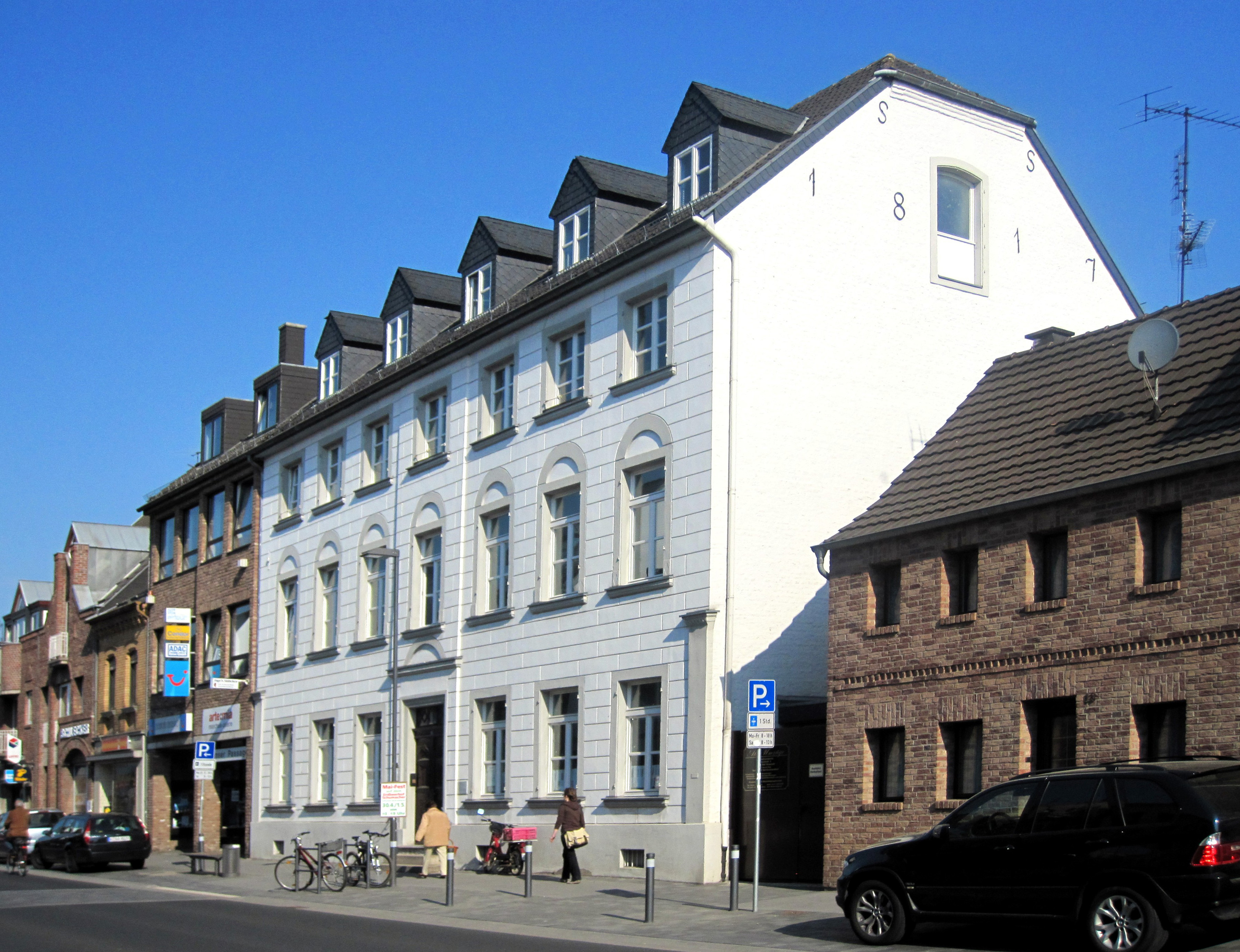
Haus Ganser

Nachdem der Landrat von Weichs am 6. Juni 1826 in Lechenich im Dienst verstarb, trat sein Nachfolger Friedrich Wilhelm Bilefeldt am 16. Juni 1826 seinen Dienst an. Von 1826 bis 1827 wohnte er als Mieter in einem herrschaftlichen klassizistischen Gebäude an der Bonner Straße, dem heutigen Haus Ganser.
Am 6. November 1826 bat Bilefeldt die übergeordnete Behörde um Verlegung des Landratsamtes nach Euskirchen. Außer der besseren Infrastruktur Euskirchens, die den Ort als Sitz des Kreises geeignet erscheinen ließ, gab er persönliche (konfessionelle) Gründe an. Schon wenige Monate später erfolgte die Umbenennung in Kreis Euskirchen und die Verlegung des Kreissitzes nach Euskirchen. Der Beschluss wurde im August 1827 umgesetzt.